# Rubus bavaricus
Rubus bavaricus là loài thực vật có hoa trong họ Hoa hồng. Loài này được (Focke) Hruby miêu tả khoa học đầu tiên năm 1928.